# Puig d'en Gulló
El Puig d'en Gulló és una muntanya de 578 metres que es troba al municipi de l'Aleixar, a la comarca catalana del Baix Camp. És el cim més meridional del PEIN Muntanyes de Prades.